# George Suri
George Suri (ur. 16 lipca 1982 w Honiarze) – piłkarz z Wysp Salomona grający na pozycji środkowego obrońcy.  Od 2009 roku gra w klubie Koloale FC.

## Kariera klubowa
Karierę piłkarską Suri rozpoczął w Nowej Zelandii. Jego pierwszym klubem w karierze był East Coast Bays, w którym występował w latach 2004-2005. W 2005 roku odszedł do Waitakere United. W sezonie 2006/2007 wywalczył z nim mistrzostwo Nowej Zelandii. Latem 2007 zmienił klub i odszedł do Auckland City. W sezonie 2008/2009 został z nim mistrzem kraju oraz wygrał Ligę Mistrzów Oceanii.
W 2009 roku Suri wrócił na Wyspy Salomona i został zawodnikiem klubu Koloale FC ze stolicy kraju, Honiary. W 2010 roku wywalczył z Koloale FC mistrzostwo Wysp Salomona.

## Kariera reprezentacyjna
W reprezentacji Wysp Salomona Suri zadebiutował 9 lipca 2002 roku w przegranym 1:6 meczu Pucharu Narodów Oceanii 2002 z Nową Zelandią. Był to jego jedyny mecz na tym turnieju. Z kolei w 2004 roku zajął z Wyspami Salomona 2. miejsce w Pucharze Narodów Oceanii 2004. Na tym turnieju zagrał we 2 meczach finałowych z Australią (1:5 i 0:6).